# دانييلي اريجوني
دانييلي اريجوني (بالإيطالية: Daniele Arrigoni)‏ (28 أغسطس 1959 بتشيزينا في إيطاليا - ) هو مدرب كرة قدم ولاعب كرة قدم إيطالي في مركز الدفاع. لعب مع نادي أنكونا ونادي أودينيزي ونادي تريستينا ونادي تشيزينا ونادي سيينا وSS Monopoli 1966 ‏ وForlì FC ‏ وASD Victor San Marino ‏.

## وصلات خارجية
- دانييلي اريجوني على موقع قاعدة بيانات كرة القدم.إي يو (الإنجليزية)